# The Winter Wake
The Winter Wake je třetí album od italské heavy-folk-symfonic metalové kapely Elvenking.

## Seznam skladeb
1. "Trows Kind" – 5:57
2. "Swallowtail" – 4:26
3. "The Winter Wake" – 4:19
4. "The Wanderer" – 4:54
5. "March of Fools" – 5:46
6. "On the Morning Dew" – 3:30
7. "Devil's Carriage" – 4:04
8. "Rats are Following" – 4:37
9. "Rouse Your Dream" – 4:48
10. "Neverending Nights" – 7:01
11. "Disillusion's Reel" – 2:19

Bonus Songs
1. "Penny Dreadful" – 3:11 (Skyclad cover) (European Bonus)
2. "Petalstorm" – 4:49 (Japanese Bonus)